# バージニア・ルジッチ
バージニア・ルジッチ（Virginia Ruzici, 1955年1月31日 - ）は、ルーマニア・クンピャ・トゥルジイ出身の元女子プロテニス選手。1978年の全仏オープン女子シングルス優勝者である。ルーマニア出身の先輩選手イリ・ナスターゼが1972年の全米オープンと1973年の全仏オープンで4大大会に2勝した後、ルジッチは女子の第一人者として活躍し、同国の女子選手として最初の4大大会優勝者になった。WTAツアーでシングルス14勝を挙げる。

## 来歴
ルジッチは1973年から女子テニス国別対抗戦・フェデレーションカップのルーマニア代表選手になり、1975年にプロ入りした。1976年から競技成績を伸ばし、全仏オープンでスー・バーカー（イギリス）との準決勝まで進み、全米オープンではミマ・ヤウソベッツ（ユーゴスラビア）との準々決勝まで勝ち進む。1978年の全仏オープンで、バージニア・ルジッチは女子シングルス優勝、女子ダブルス優勝、混合ダブルス準優勝を記録し、3部門すべてで決勝進出を果たした。女子シングルス決勝戦では、大会2連覇を目指したヤウソベッツを 6-2, 6-2 で圧倒し、ルーマニア出身の女子選手として最初の4大大会優勝者になる。この年は続くウィンブルドンと全米オープンでもベスト8に入り、女子テニスツアーでも年間5勝を挙げるなど、彼女の選手経歴の中でもハイライトの時期だった。1980年に全仏オープンで2年ぶり2度目の決勝進出を果たしたが、今度はクリス・エバート・ロイドに 0-6, 3-6 で敗れ、2度目の優勝はならなかった。
ルジッチが2度目の優勝を逃した1980年まで、全仏オープンの女子シングルス本戦は出場資格者が「64名」であり、決勝までに6試合を勝ち進む流れになっていた。しかし1981年から出場枠が現在のような「128名」になり、7試合を勝ち進む方式に拡大された。その中で、ルジッチは1981年と1982年の大会では準々決勝まで進んでいる。この2年間は、上位シード選手は「1回戦不戦勝」（テニスの成績表では“BYE”という）を認められていた。1983年から現在のような、128名の選手全員が1回戦から勝ち抜くトーナメント方式になる。ルジッチの現役選手時代は、4大大会のトーナメント・システムにも大きな変更が加えられた過渡期でもあった。
1982年のウィンブルドン準々決勝でマルチナ・ナブラチロワに 2-6, 3-6 で敗れた試合の後、ルジッチのテニス成績は下降線にさしかかる。1987年のシーズンを最後に、ルジッチは32歳で現役を引退した。

## 4大大会優勝
- 全仏オープン　女子シングルス：1勝（1978年）／女子ダブルス：1勝（1978年）

| 年     | 大会         | 対戦相手           | 試合結果 |
| ------ | ------------ | ------------------ | -------- |
| 1978年 | 全仏オープン | ミマ・ヤウソベッツ | 6–2, 6–2 |